# Нотвајлер
Нотвајлер (њем. Nothweiler) општина је у њемачкој савезној држави Рајна-Палатинат. Једно је од 84 општинска средишта округа Југозападни Палатинат. Према процјени из 2010. у општини је живјело 164 становника. Посједује регионалну шифру (AGS) 7340034.

## Географски и демографски подаци
Нотвајлер се налази у савезној држави Рајна-Палатинат у округу Југозападни Палатинат. Општина се налази на надморској висини од 268 метара. Површина општине износи 3,7 km². У самом мјесту је, према процјени из 2010. године, живјело 164 становника. Просјечна густина становништва износи 45 становника/km².